# Alliantie (IJsland)
De Alliantie (IJslands: Samfylkingin) is een sociaaldemocratische partij in IJsland. De partij werd voor de verkiezingen van 1999 opgericht door vier partijen die gezamenlijk tegenstand wilden bieden aan de conservatieve Onafhankelijkheidspartij (Sjálfstæðisflokkurinn).
Een deel van de parlementariërs die het hier niet mee eens waren vormden hun eigen partij, Links-Groen (Vinstrihreyfingin - grænt framboð), een partij gericht op meer ecologistische standpunten.

## Verkiezingen voor hetParlement van IJsland
| Jaar | Stemmenpercentage | Parlementsleden |
| ---- | ----------------- | --------------- |
| 1999 | 26,8%             | 17              |
| 2003 | 31,0%             | 20              |
| 2007 | 26,8%             | 18              |
| 2009 | 29,8%             | 20              |
| 2013 | 12,9%             | 9               |
| 2016 | 5,7%              | 3               |
| 2017 | 12,1%             | 7               |

## Partijleiders
- 2000–2005 Össur Skarphéðinsson
- 2005–2009 Ingibjörg Sólrún Gísladóttir
- 2009–2013 Jóhanna Sigurðardóttir
- 2013-2016 Árni Páll Árnason
- 2016 Oddný Guðbjörg Harðardóttir
- 2016–2022 Logi Már Einarsson
- sinds 2022 Kristrún Frostadóttir